# Oceania Cup
Oceania Cup – oficjalny międzynarodowy turniej rugby union o zasięgu kontynentalnym, organizowany przez Oceania Rugby od 2007 roku mający na celu wyłonienie najlepszej męskiej reprezentacji narodowej w strefie FORU. W imprezie mogą brać udział wyłącznie reprezentacje państw, których krajowe związki rugby są oficjalnymi członkami FORU. Mają one na celu podniesienie poziomu gry wśród krajów rozwijających się pod względem rugby.
W przypadku edycji 2009, 2013 i 2017 stanowiły również część kwalifikacji do Pucharu Świata.
Inauguracyjna edycja rozpoczęła się pod koniec 2007 roku, natomiast w kwietniu 2008 roku FORU ogłosiła ambitny czteroletni plan rozwoju tego turnieju, którego jednak następnie nie udało się zrealizować.
Zawody rozgrywane są według dwóch schematów: systemem kołowym z udziałem wszystkich uczestniczących zespołów, bądź też w ramach dwóch geograficznie wyodrębnionych dywizji, których zwycięzcy spotykają się w decydującym o tytule meczu.

## Zwycięzcy
| Edycja | Zwycięzca                       | Źródło |
| ------ | ------------------------------- | ------ |
| 2007   | Papua-Nowa Gwinea               |        |
| 2008   | Niue                            |        |
| 2009   | Papua-Nowa Gwinea               |        |
| 2011   | Papua-Nowa Gwinea               |        |
| 2013   | Wyspy Cooka                     |        |
| 2015   | Papua-Nowa Gwinea               |        |
| 2017   | Polinezja Francuska Wyspy Cooka |        |
| 2019   | Papua-Nowa Gwinea               |        |
| 2021   | Nie odbyła się                  |        |